# トレーシー・ソープ
トレーシー・ラシャード・ソープ（Tracy Rashaad Thorpe, 1980年12月15日 - ）はアメリカ合衆国フロリダ州メルボルン出身の元プロ野球選手（投手）。右投右打。
台湾球界での登録名は、索普。

## 経歴
2000年のMLBドラフト11巡目（全体328位）でトロント・ブルージェイズから指名されプロ入り。 
2006年は傘下AA級ニューハンプシャー・フィッシャーキャッツで54試合に登板し、3勝1敗18セーブ、防御率2.91の好成績を残した。
2007年はAA級ニューハンプシャーで46試合に登板し、5勝4敗10セーブ、防御率4.61の成績だった
2008年はAAA級シラキュース・チーフスに初昇格。13試合に登板し2勝0敗4セーブ、防御率2.63の成績を残していたが、メジャーに昇格することが無いまま5月10日に戦力外となった。5月19日にシアトル・マリナーズとマイナー契約。傘下AAA級タコマ・レイニアーズで19試合に登板したが、2勝3敗1セーブ、防御率9.12という成績に終わり、2009年3月20日に自由契約となった。
2009年は独立リーグ・アトランティックリーグのカムデン・リバーシャークスとニューアーク・ベアーズでプレーし、シーズン後半はメキシカンリーグのモンクローバ・スティーラーズに所属。12試合に登板し2勝2敗1セーブ、防御率5.96の成績を残した。
2010年にCPBLの兄弟エレファンツに入団。7試合に登板して0勝2敗、防御率7.00と期待外れの成績に終わり、またドーピング違反により出場停止処分が下されたため、4月5日に解雇された。退団後は古巣のカムデン・リバーシャークスでプレーした。

## 詳細情報

### 年度別投手成績
| 年 度     | 球 団     | 登 板 | 先 発 | 完 投 | 完 封 | 無 四 球 | 勝 利 | 敗 戦 | セ 丨 ブ | ホ 丨 ル ド | 勝 率 | 打 者 | 投 球 回 | 被 安 打 | 被 本 塁 打 | 与 四 球 | 敬 遠 | 与 死 球 | 奪 三 振 | 暴 投 | ボ 丨 ク | 失 点 | 自 責 点 | 防 御 率 | W H I P |
| --------- | --------- | ----- | ----- | ----- | ----- | -------- | ----- | ----- | -------- | ----------- | ----- | ----- | -------- | -------- | ----------- | -------- | ----- | -------- | -------- | ----- | -------- | ----- | -------- | -------- | ------- |
| 2010      | 兄弟      | 7     | 0     | 0     | 0     | 0        | 0     | 2     | 0        | 2           | .000  | 48    | 9.0      | 13       | 0           | 7        | 1     | 1        | 8        | 1     | 0        | 7     | 7        | 7.00     | 2.33    |
| CPBL：1年 | CPBL：1年 | 7     | 0     | 0     | 0     | 0        | 0     | 2     | 0        | 2           | .000  | 48    | 9.0      | 13       | 0           | 7        | 1     | 1        | 8        | 1     | 0        | 7     | 7        | 7.00     | 2.33    |

### 背番号
- 37 （2010年）